# Сухбаатарин Янжмаа
Сүхбаатарин Янжмаа (монг. Сүхбаатарын Янжмаа), ім'я при народженні Немендеєн Янжмаа (монг. Нэмэндэен Янжмаа, нар. 15 лютого 1893 - пом. 1 травня 1962)  з вересня 1953 по липень 1954 року була головою Президії Великого державного Хуралу Монголії, ставши другою в історії жінкою, обраною лідером держави. Вдова монгольського революційного лідера Дамдіна Сухбаатара.

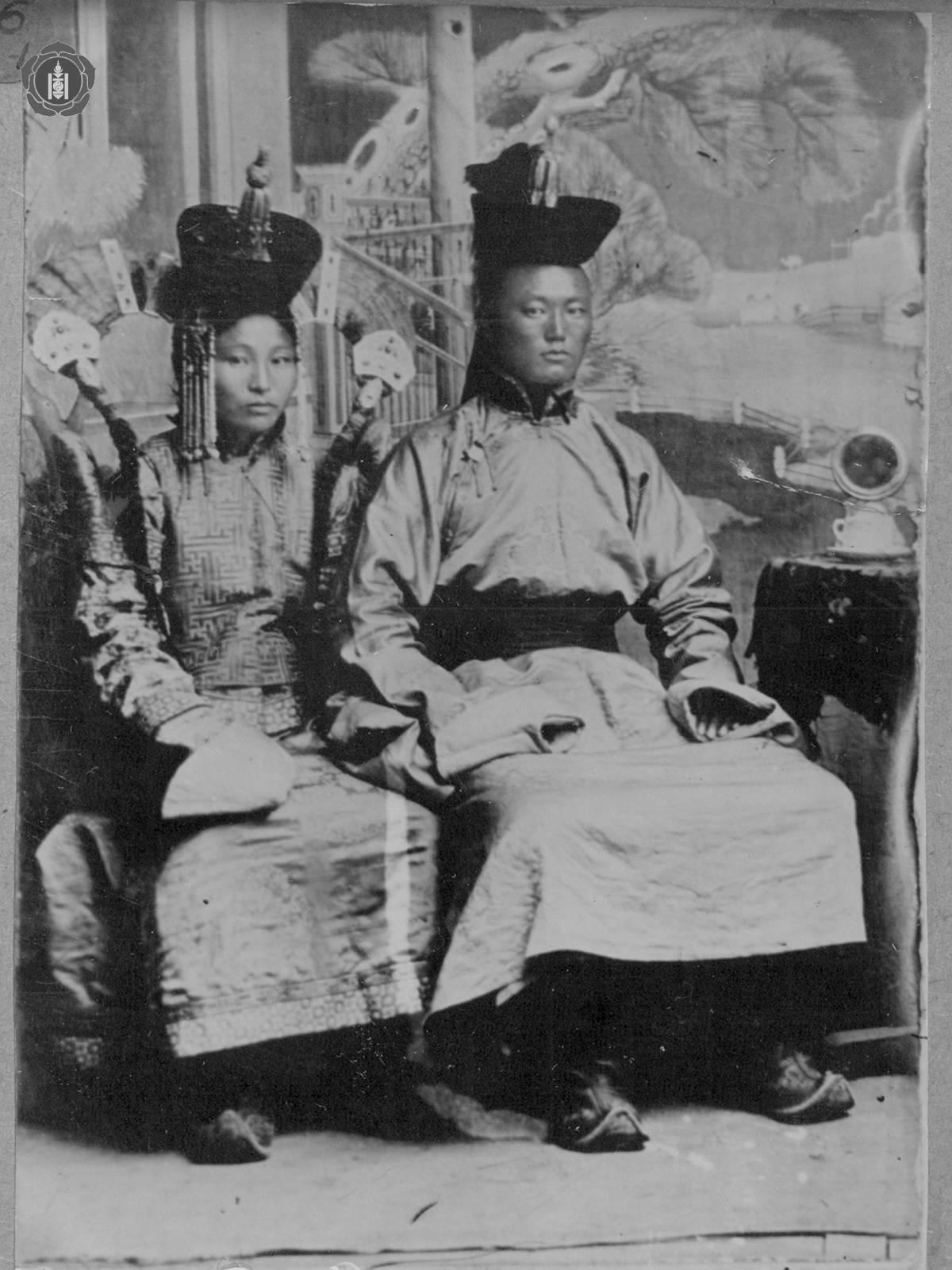
Сухбаатарин Янжмаа (ліворуч) з чоловіком, який помер 1923 року.